# Ferin Head
Ferin Head (in Argentinien und Chile Cabo Ferin) ist eine Landspitze an der Graham-Küste des Grahamlands auf der Antarktischen Halbinsel. Am nordwestlichen Ende der Welingrad-Halbinsel liegt sie 6 km nördlich der Einfahrt zur Holtedahl Bay.
Teilnehmer der Fünften Französischen Antarktisexpedition (1908–1910) des Polarforschers Jean-Baptiste Charcot entdeckten die Landspitze aus einer entfernten Position in der Pendleton Strait und kartierten sie irrtümlich als Insel, die Charcot als Ile Férin bezeichnete. Diesen Irrtum räumten Teilnehmer der British Grahamland Expedition (1934–1937) unter der Leitung des australischen Polarforschers John Rymill aus. Rymill behielt Charcots Benennung bei, passte jedoch den Namen unter Auslassung des Accent aigu an die tatsächliche Natur des geographischen Objekts an. Namensgeber ist Alfred Férin, französischer Vize-Konsul in Ponta Delgada auf den Azoren, welcher Charcots Expedition behilflich war.